# Sifakas

Verbreitung der verschiedenen Sifaka (Propithecus)-Spezies auf Madagaskar nach Daten der IUCN

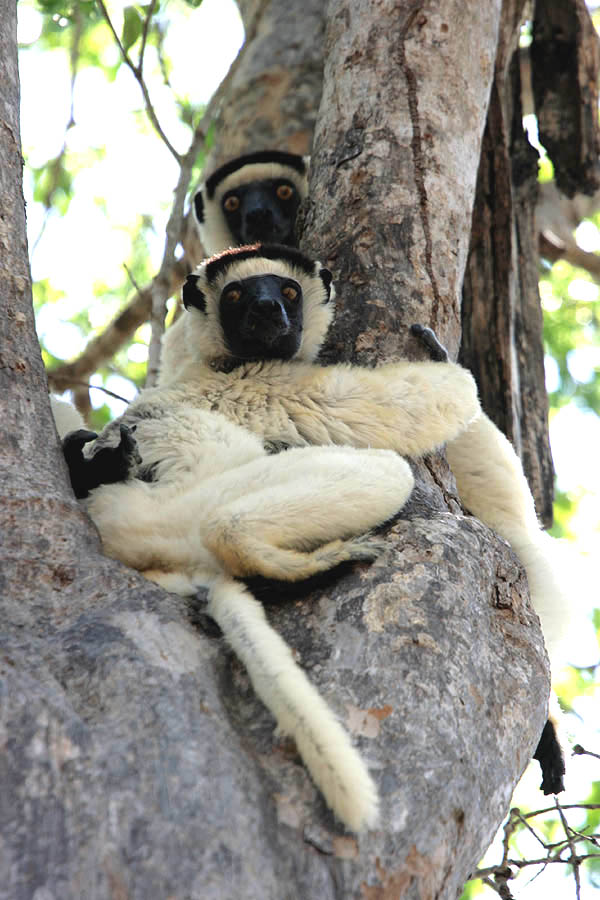
Larvensifakas

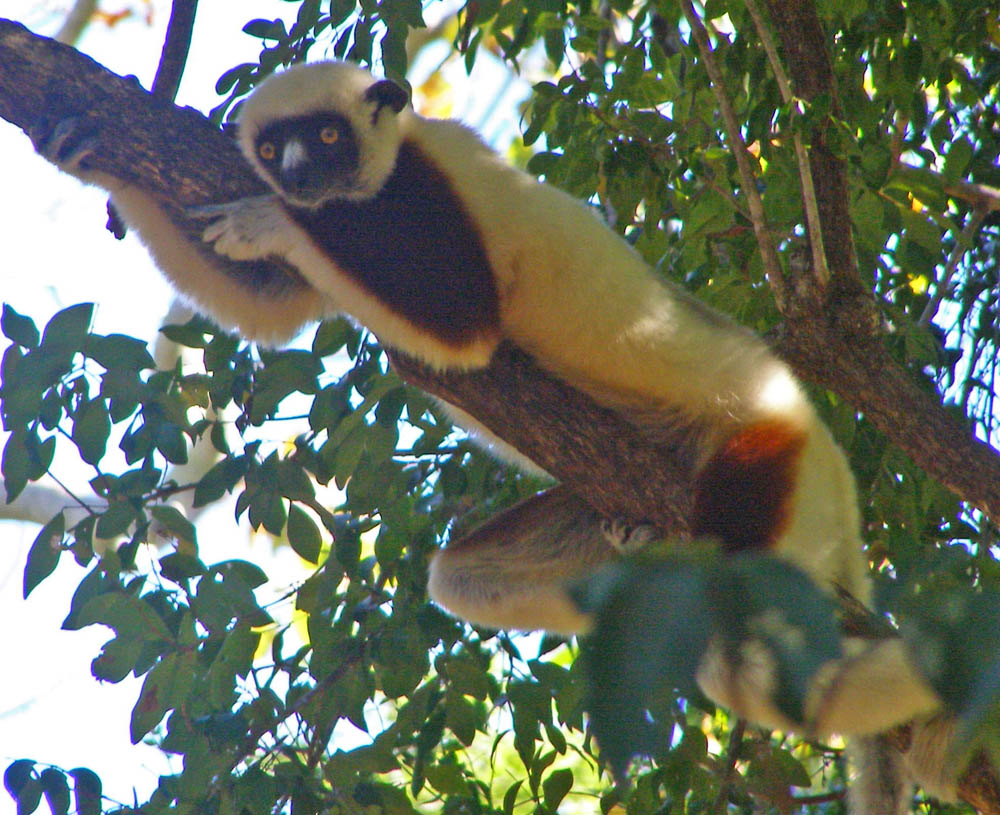
Coquerel-Sifaka

Die Sifakas (Propithecus) sind eine Primatengattung aus der Familie der Indriartigen innerhalb der Lemuren. Sifakas sind verhältnismäßig große, tagaktive Lemuren mit einem dichten, seidigen Fell, dessen Färbung von gelblich-weiß bis schwarzbraun variiert. Ihr Schwanz ist länger als Kopf und Rumpf zusammen. Die Gattung umfasst neun Arten, die alle auf Madagaskar leben.
Die verschiedenen Arten unterscheiden sich sowohl hinsichtlich ihrer Fellfärbung als auch mit Blick auf ihre Verbreitungsgebiete. Die Sifakas der Trockenwälder im Westen Madagaskars sind etwas kleiner als die Arten der immergrünen Regenwälder im Osten und Nordosten der Insel.
Sifakas leben in Gruppen von durchschnittlich rund zehn Individuen, wobei die Anzahl der Weibchen und Männchen in jeder Gruppe ungefähr gleich ist. Sie bewohnen feste Reviere, die sie mit Duftdrüsen markieren. An den Rändern können sich die Territorien mit denen anderer Gruppen überlappen. Die Tiere kommunizieren mit einer Reihe von Lauten, darunter sind je nach Angreifer verschiedene Warnlaute bekannt.
Weibliche Sifakas gebären pro Jahr ein Jungtier, das sich zunächst ungefähr sechs Monate am Bauch und später am Rücken der Mutter festklammert. Obwohl sie vor allem Baumbewohner sind, kommen manche Arten auch auf den Boden herab. Dort bewegen sie sich mit hüpfenden Bewegungen der Hinterbeine fort, wobei sie die Vorderbeine aus Balancegründen in die Höhe recken. Dieses Verhalten hat ihnen die Bezeichnung „tanzende Lemuren“ eingebracht.
Alle Arten sind durch die Vernichtung ihres Lebensraumes und Bejagung gefährdet und daher Gegenstand zahlreicher Arterhaltungsprogramme. Nichtsdestoweniger nehmen die Bestände der Sifakas, wie auch die vieler anderer Lemuren, weiter ab.
Sifakas spielen in der madagassischen Kultur eine wichtige Rolle; zahlreiche Legenden ranken sich um sie. Auch auf Touristen und Besucher üben sie eine große Faszination aus. Sie sind daher wichtige Botschafter für die enorme Biodiversität Madagaskars.

## Etymologie
Der französische Kolonialbeamte Étienne de Flacourt verwendete im 17. Jahrhundert erstmals die Bezeichnung "Sifaka". Der Name geht auf eine einheimische Bezeichnung der Lemuren zurück und ist dem Alarmruf („chi-faak“) der Tiere nachempfunden. Allerdings findet sich dieser nur bei den kleineren Arten im Süden und Westen Madagaskars, die traditionell als Sifakas bezeichnet werden, während die größeren Arten im Osten der Insel nach ihrem Warnruf von den Einheimischen "Simpona" genannt werden.

## Merkmale
Sifakas sind mittelgroße Primaten. Sie zählen zu den größten Lemuren (Kopfrumpflänge von 45 bis 55 Zentimetern, Schwanzlänge von 43 bis 56 Zentimetern). Sifakas haben ein rundes Gesicht und eine flache Schnauze. Die Beine sind länger als die Arme und für die weiten Sprünge geeignet, mit welchen sich die Tiere üblicherweise fortbewegen. Ein langes, dichtes Feld bedeckt den ganzen Körper mit Ausnahme des Gesichts, der Hände und der Füße. Der Schwanz ist kein Greifschwanz und länger als Kopf und Rumpf zusammengenommen. Diese Merkmale erlauben es, Sifakas leicht von anderen tagaktiven Lemurenarten zu unterscheiden.
Die Vertreter der verreauxi-Gruppe im Westen sind ein weniger kleiner als die Arten der diadema-Gruppe im Osten und haben einen kleineren, runderen Kopf. Abgesehen von ihrer geographischen Aufteilung unterscheiden sich verschiedenen Arten durch ihre unterschiedliche Fellfärbung, was die Unterscheidung der verschiedenen Arten erleichtert.
| verreauxi-Gruppe | verreauxi-Gruppe        | verreauxi-Gruppe |
| Körperform und typische Färbung                                                                                         | Biometrische Angaben    | Beschreibung |
| --- | ----------------------- | --- |
| Schéma montrant la coloration typique du pelage de la tête (gauche) et du corps (droite) d'un Sifaka de Verreaux.       | Kopfrumpflänge 42–48 cm | Das lange, dichte Fell ist vollständig weiß, mit Ausnahme einer "Kappe" aus dunkelbraunen Haaren auf dem Schädel. Hände, Füße und Gesicht sind schwarz. Die lückenhafte Behaarung der Bauchseite lassen die Haut durchscheinen und den Unterleib gräulich wirken. Manche Tiere haben schwarze Bereiche auf der Brust, dem Rücken und auf der Innenseite ihrer Extremitäten.    |
| Schéma montrant la coloration typique du pelage de la tête (gauche) et du corps (droite) d'un Sifaka de Verreaux.       | Schwanzlänge 50–60 cm   | Das lange, dichte Fell ist vollständig weiß, mit Ausnahme einer "Kappe" aus dunkelbraunen Haaren auf dem Schädel. Hände, Füße und Gesicht sind schwarz. Die lückenhafte Behaarung der Bauchseite lassen die Haut durchscheinen und den Unterleib gräulich wirken. Manche Tiere haben schwarze Bereiche auf der Brust, dem Rücken und auf der Innenseite ihrer Extremitäten.    |
| Schéma montrant la coloration typique du pelage de la tête (gauche) et du corps (droite) d'un Sifaka de Verreaux.       | Gewicht 3–3,5 kg        | Das lange, dichte Fell ist vollständig weiß, mit Ausnahme einer "Kappe" aus dunkelbraunen Haaren auf dem Schädel. Hände, Füße und Gesicht sind schwarz. Die lückenhafte Behaarung der Bauchseite lassen die Haut durchscheinen und den Unterleib gräulich wirken. Manche Tiere haben schwarze Bereiche auf der Brust, dem Rücken und auf der Innenseite ihrer Extremitäten.    |
| Schéma montrant la coloration typique du pelage de la tête (gauche) et du corps (droite) d'un Sifaka de von der Decken. | Kopfrumpflänge 42–48 cm | Das Fell ist kürzer als bei P. verreauxi und weiß-cremefarben, manchmal mit golden oder hellbraunen Farbnuancen im Nacken, auf den Schultern, dem Rücken und den Beinen. Die Schnauze ist schwarz, oft besetzt mit weißen Haaren. |
| Schéma montrant la coloration typique du pelage de la tête (gauche) et du corps (droite) d'un Sifaka de von der Decken. | Schwanzlänge 50–60 cm   | Das Fell ist kürzer als bei P. verreauxi und weiß-cremefarben, manchmal mit golden oder hellbraunen Farbnuancen im Nacken, auf den Schultern, dem Rücken und den Beinen. Die Schnauze ist schwarz, oft besetzt mit weißen Haaren. |
| Schéma montrant la coloration typique du pelage de la tête (gauche) et du corps (droite) d'un Sifaka de von der Decken. | Gewicht 3–4,5 kg        | Das Fell ist kürzer als bei P. verreauxi und weiß-cremefarben, manchmal mit golden oder hellbraunen Farbnuancen im Nacken, auf den Schultern, dem Rücken und den Beinen. Die Schnauze ist schwarz, oft besetzt mit weißen Haaren. |
| Schéma montrant la coloration typique du pelage de la tête (gauche) et du corps (droite) d'un Sifaka couronné.          | Kopfrumpflänge 39–45 cm | Der Körper ist weiß-cremefarben; die Färbung steht im starken Kontrast zum schokoladenbraunen Fell auf Kopf und Nacken. Die abgeflachte, knollige Schnauze ist manchmal mit hellen Haaren besetzt. Die Färbung von Brust und Schultern reicht von gelb bis goldbraun. |
| Schéma montrant la coloration typique du pelage de la tête (gauche) et du corps (droite) d'un Sifaka couronné.          | Schwanzlänge 48–57 cm   | Der Körper ist weiß-cremefarben; die Färbung steht im starken Kontrast zum schokoladenbraunen Fell auf Kopf und Nacken. Die abgeflachte, knollige Schnauze ist manchmal mit hellen Haaren besetzt. Die Färbung von Brust und Schultern reicht von gelb bis goldbraun. |
| Schéma montrant la coloration typique du pelage de la tête (gauche) et du corps (droite) d'un Sifaka couronné.          | Gewicht 3,5–4,3 kg      | Der Körper ist weiß-cremefarben; die Färbung steht im starken Kontrast zum schokoladenbraunen Fell auf Kopf und Nacken. Die abgeflachte, knollige Schnauze ist manchmal mit hellen Haaren besetzt. Die Färbung von Brust und Schultern reicht von gelb bis goldbraun. |
| Schéma montrant la coloration typique du pelage de la tête (gauche) et du corps (droite) d'un Sifaka de Coquerel.       | Kopfrumpflänge 42–50 cm | Das Fell auf Rücken, Kopf und Schwanz ist dicht und weiß. Die Brust, die Innenseite der Extremitäten, die Schenkel und die Schultern haben auffällige braune Flächen. Das Gesicht und die Ohren sind haarlos und schwarz, mit Ausnahme eines Dreiecks aus weißem Fell auf der Schnauze.                                                                                        |
| Schéma montrant la coloration typique du pelage de la tête (gauche) et du corps (droite) d'un Sifaka de Coquerel.       | Schwanzlänge 50–60 cm   | Das Fell auf Rücken, Kopf und Schwanz ist dicht und weiß. Die Brust, die Innenseite der Extremitäten, die Schenkel und die Schultern haben auffällige braune Flächen. Das Gesicht und die Ohren sind haarlos und schwarz, mit Ausnahme eines Dreiecks aus weißem Fell auf der Schnauze.                                                                                        |
| Schéma montrant la coloration typique du pelage de la tête (gauche) et du corps (droite) d'un Sifaka de Coquerel.       | Gewicht 3,7–4,3 kg      | Das Fell auf Rücken, Kopf und Schwanz ist dicht und weiß. Die Brust, die Innenseite der Extremitäten, die Schenkel und die Schultern haben auffällige braune Flächen. Das Gesicht und die Ohren sind haarlos und schwarz, mit Ausnahme eines Dreiecks aus weißem Fell auf der Schnauze.                                                                                        |
| Schéma montrant la coloration typique du pelage de la tête (gauche) et du corps (droite) d'un Sifaka de Tattersall.     | Kopfrumpflänge 45–47 cm | Das Fell ist überwiegend weiß-cremefarben, mit orangefarbenen Bereichen an Armen und Schenkeln. Die schwarzen, dichtbehaarten Ohren sind sehr auffällig und geben dem Kopf sein charakteristisches dreieckiges Aussehen. Die goldene "Krone" auf dem Kopf unterscheidet diese Art von allen anderen Sifaka-Arten.                                                              |
| Schéma montrant la coloration typique du pelage de la tête (gauche) et du corps (droite) d'un Sifaka de Tattersall.     | Schwanzlänge 42–47 cm   | Das Fell ist überwiegend weiß-cremefarben, mit orangefarbenen Bereichen an Armen und Schenkeln. Die schwarzen, dichtbehaarten Ohren sind sehr auffällig und geben dem Kopf sein charakteristisches dreieckiges Aussehen. Die goldene "Krone" auf dem Kopf unterscheidet diese Art von allen anderen Sifaka-Arten.                                                              |
| Schéma montrant la coloration typique du pelage de la tête (gauche) et du corps (droite) d'un Sifaka de Tattersall.     | Gewicht 3,4–3,6 kg      | Das Fell ist überwiegend weiß-cremefarben, mit orangefarbenen Bereichen an Armen und Schenkeln. Die schwarzen, dichtbehaarten Ohren sind sehr auffällig und geben dem Kopf sein charakteristisches dreieckiges Aussehen. Die goldene "Krone" auf dem Kopf unterscheidet diese Art von allen anderen Sifaka-Arten.                                                              |
| diadema-Gruppe |                         | |
| Körperform und typische Färbung                                                                                         | Biometrische Angaben    | Beschreibung |
| Schéma montrant la coloration typique du pelage de la tête (gauche) et du corps (droite) d'un Sifaka à diadème.         | Kopfrumpflänge 50–55 cm | Die Färbung des Fells changiert vom Ober- hin zum Unterrücken zwischen schiefer- und silbergrau. Flanken und Schwanz sind hellgrau oder weiß, die Extremitäten orange oder goldgelb gefärbt. Die Schnauze und das Gesicht sind schwarz und von einem "Diadem" aus langen weißen Haaren umgeben, die im Kontrast stehen zum kappenartigen Fell, das Schädel und Nacken bedeckt. |
| Schéma montrant la coloration typique du pelage de la tête (gauche) et du corps (droite) d'un Sifaka à diadème.         | Schwanzlänge 44–50 cm   | Die Färbung des Fells changiert vom Ober- hin zum Unterrücken zwischen schiefer- und silbergrau. Flanken und Schwanz sind hellgrau oder weiß, die Extremitäten orange oder goldgelb gefärbt. Die Schnauze und das Gesicht sind schwarz und von einem "Diadem" aus langen weißen Haaren umgeben, die im Kontrast stehen zum kappenartigen Fell, das Schädel und Nacken bedeckt. |
| Schéma montrant la coloration typique du pelage de la tête (gauche) et du corps (droite) d'un Sifaka à diadème.         | Gewicht 6–8,5 kg        | Die Färbung des Fells changiert vom Ober- hin zum Unterrücken zwischen schiefer- und silbergrau. Flanken und Schwanz sind hellgrau oder weiß, die Extremitäten orange oder goldgelb gefärbt. Die Schnauze und das Gesicht sind schwarz und von einem "Diadem" aus langen weißen Haaren umgeben, die im Kontrast stehen zum kappenartigen Fell, das Schädel und Nacken bedeckt. |
| Schéma montrant la coloration typique du pelage de la tête (gauche) et du corps (droite) d'un Sifaka de Milne-Edwards.  | Kopfrumpflänge 42–52 cm | Das Fell auf dem Rücken ist dicht; die Färbung reicht von schokoladen- bis dunkelbraun. Die Flanken sind heller und formen zwei dünne Streifen, die mitunter am Rückgrat zusammenlaufen. Das Gesicht ist dunkelgrau oder schwarz, die Ohren verschwinden meist unter dichtem Fell.                                                                                             |
| Schéma montrant la coloration typique du pelage de la tête (gauche) et du corps (droite) d'un Sifaka de Milne-Edwards.  | Schwanzlänge 41–48 cm   | Das Fell auf dem Rücken ist dicht; die Färbung reicht von schokoladen- bis dunkelbraun. Die Flanken sind heller und formen zwei dünne Streifen, die mitunter am Rückgrat zusammenlaufen. Das Gesicht ist dunkelgrau oder schwarz, die Ohren verschwinden meist unter dichtem Fell.                                                                                             |
| Schéma montrant la coloration typique du pelage de la tête (gauche) et du corps (droite) d'un Sifaka de Milne-Edwards.  | Gewicht 5–6,5 kg        | Das Fell auf dem Rücken ist dicht; die Färbung reicht von schokoladen- bis dunkelbraun. Die Flanken sind heller und formen zwei dünne Streifen, die mitunter am Rückgrat zusammenlaufen. Das Gesicht ist dunkelgrau oder schwarz, die Ohren verschwinden meist unter dichtem Fell.                                                                                             |
| Schéma montrant la coloration typique du pelage de la tête (gauche) et du corps (droite) d'un Sifaka soyeux.            | Kopfrumpflänge 48–54 cm | Das Fell ist lang, seidenartig und weiß. Bei manchen Tieren sind Beine, Rücken und Kopfoberseite silberfarben. Andere sind von Leuzismus betroffen und haben statt eines schwarzen ein helles, rosafarbenes Gesicht, das mit dunklen Flecken übersät ist. Dieses Phänomen tritt anscheinend nur bei erwachsenen Tieren auf.                                                    |
| Schéma montrant la coloration typique du pelage de la tête (gauche) et du corps (droite) d'un Sifaka soyeux.            | Schwanzlänge 45–51 cm   | Das Fell ist lang, seidenartig und weiß. Bei manchen Tieren sind Beine, Rücken und Kopfoberseite silberfarben. Andere sind von Leuzismus betroffen und haben statt eines schwarzen ein helles, rosafarbenes Gesicht, das mit dunklen Flecken übersät ist. Dieses Phänomen tritt anscheinend nur bei erwachsenen Tieren auf.                                                    |
| Schéma montrant la coloration typique du pelage de la tête (gauche) et du corps (droite) d'un Sifaka soyeux.            | Gewicht 5–6 kg          | Das Fell ist lang, seidenartig und weiß. Bei manchen Tieren sind Beine, Rücken und Kopfoberseite silberfarben. Andere sind von Leuzismus betroffen und haben statt eines schwarzen ein helles, rosafarbenes Gesicht, das mit dunklen Flecken übersät ist. Dieses Phänomen tritt anscheinend nur bei erwachsenen Tieren auf.                                                    |
| Schéma montrant la coloration typique du pelage de la tête (gauche) et du corps (droite) d'un Sifaka de Perrier.        | Kopfrumpflänge 43–47 cm | Das Fell ist dicht, seidenartig und komplett schwarz, ebenso wie die Gesichtshaut und die Ohren. Die Augen sind orange-rot. |
| Schéma montrant la coloration typique du pelage de la tête (gauche) et du corps (droite) d'un Sifaka de Perrier.        | Schwanzlänge 42–45 cm   | Das Fell ist dicht, seidenartig und komplett schwarz, ebenso wie die Gesichtshaut und die Ohren. Die Augen sind orange-rot. |
| Schéma montrant la coloration typique du pelage de la tête (gauche) et du corps (droite) d'un Sifaka de Perrier.        | Gewicht 4,3–5 kg        | Das Fell ist dicht, seidenartig und komplett schwarz, ebenso wie die Gesichtshaut und die Ohren. Die Augen sind orange-rot. |

## Verbreitung und Lebensraum
Sifakas leben, wie alle Lemuren, nur auf Madagaskar. Ihr Verbreitungsgebiet umfasst sowohl die Regenwälder im Osten als auch die Trockenwälder im Westen der Insel; im unbewaldeten zentralen Hochland fehlen sie.

## Lebensweise und Ernährung
Sifakas sind tagaktive Baumbewohner. In der Nacht schlafen sie im Geäst, am Tag begeben sie sich auf Nahrungssuche. Dabei bewegen sie sich senkrecht kletternd und springend fort und können dabei Distanzen von bis zu 10 Metern zwischen den Bäumen zurücklegen. Manchmal kommen sie auch auf den Boden. Dort bewegen sie sich mit hüpfenden Bewegungen der Hinterbeine fort, wobei sie die Vorderbeine aus Balancegründen in die Höhe recken. Neben der Nahrungssuche verbringen sie den Tag mit Sonnenbaden, Ruhephasen und der sozialen Interaktion.
Sifakas leben in größeren Gruppen als die anderen Indriartigen. Die Gruppen umfassen meist 3 bis 9 (manchmal bis zu 13) Tiere und setzen sich oft aus mehreren Männchen, mehreren Weibchen und den gemeinsamen Jungtieren zusammen. Sie bewohnen feste Reviere, die sie mit Duftdrüsen markieren. An den Rändern können sich die Territorien mit denen anderer Gruppen überlappen. Die Tiere kommunizieren mit einer Reihe von Lauten, darunter sind je nach Angreifer verschiedene Warnlaute bekannt.
Sifakas sind Pflanzenfresser, die sich von Blättern, Blüten und Früchten ernähren. Die Zusammensetzung der Nahrung variiert jedoch nach Art und Jahreszeit.

## Fortpflanzung
Nach vier- bis sechsmonatiger Tragzeit kommt meist im Juni oder Juli ein Junges zur Welt, das sich zunächst am Bauch und später am Rücken der Mutter festklammert. Mit rund sechs Monaten wird es entwöhnt und erreicht Geschlechtsreife im Alter von zwei bis drei Jahren. Die Lebenserwartung der Sifakas kann in menschlicher Obhut über 20 Jahre betragen.

## Gefährdung
Alle Arten sind durch die Vernichtung ihres Lebensraumes und Bejagung gefährdet. Die IUCN listet acht der neun Arten als „vom Aussterben bedroht“ (critically endangered), den Edwards-Sifaka als „stark gefährdet“ (endangered).

## Systematik
Die Sifakas bilden mit dem Indri und den Wollmakis sowie mehreren ausgestorbenen Gattungen die Familie der Indriartigen (Indriidae). Ihr Schwestertaxon ist der Indri.
Es gibt neun Arten, die in zwei Artengruppen zusammengefasst werden.
- diadema-Gruppe: Diese Arten sind etwas größer und leben im Osten und Nordosten Madagaskars:
  - Seidensifaka (Propithecus candidus)
  - Diademsifaka (Propithecus diadema)
  - Edwards-Sifaka (Propithecus edwardsi)
  - Perrier-Sifaka (Propithecus perrieri)
- verreauxi-Gruppe: Diese Arten sind kleiner und bewohnen den Westen und Südwesten Madagaskars:
  - Coquerel-Sifaka (Propithecus coquereli)
  - Von-der-Decken-Sifaka (Propithecus deckenii)
  - Kronensifaka (Propithecus coronatus)
  - Larvensifaka (Propithecus verreauxi)
  - Goldkronensifaka oder Tattersall-Sifaka (Propithecus tattersalli)

Die Gruppenzugehörigkeit des Goldkronensifakas, der an der Nordspitze lebt und der kleinste Sifaka ist, ist umstritten. Bis vor kurzem wurden alle Vertreter der diadema-Gruppe und alle Vertreter der verreauxi-Gruppe mit Ausnahme des Goldkronensifakas noch jeweils zu einer gemeinsamen Art zusammengefasst.